# Арандас (кратер)
Арандас — це метеоритний кратер у квадранглі Mare Acidalium на планеті Марс. Він розташований за координатами 42.41 пн. ш. та 15,17° зх. д. Його діаметр становить 24.76 км. Кратер отримав свою назву від міста у Мексиці.